# Gisela Andersch
Gisela Andersch (* 5. November 1913 in Elberfeld (heute: Stadtteil von Wuppertal); † 13. Oktober 1987 in Berzona, Tessin) war eine deutsche Malerin, Grafikerin und Kollagekünstlerin.

## Leben
Während des Zweiten Weltkrieges lernten der damalige Soldat Alfred Andersch und die in erster Ehe verheiratete Malerin Gisela Groneuer, geb. Dichgans, im Herbst 1940 in Köln einander kennen. Das Paar heiratete am 24. April 1950. In der Zeit nach 1950 entwarf Gisela Andersch die Umschläge für die Publikationen des damaligen Rundfunkredakteurs und Herausgebers Andersch, insbesondere die Umschläge für die Programmhefte des Süddeutschen Rundfunks Stuttgart sowie für die Literaturzeitschrift Texte und Zeichen, die von 1955 bis 1957 im Luchterhand Verlag erschien. 2013/2014 gab es dazu eine Ausstellung Sie macht etwas im Raum, ich in der Zeit im Strauhof. Gisela Andersch gestaltete außerdem Umschläge für Anderschs Erstausgaben, u. a. des autobiografischen Berichtes Kirschen der Freiheit (1952).
Das Ehepaar Andersch lebte mit vier Kindern seit 1958 in Berzona/Tessin (Schweiz). Das Frühwerk der Künstlerin umfasst dem Expressionismus verpflichtete Landschaften, aber auch Porträts. Sie nahm in der Sparte „Zeichnung“ an der documenta 6 teil. Sie fertigte in den 1950er Jahren Umschläge für die Buchreihe studio frankfurt und für Bücher von Arno Schmidt an. Gisela Andersch illustrierte auch die Festschriften des Arno-Schmidt-Preises 1982, 1984 und 1986.